# Bożena Steinborn
Bożena Steinborn (ur. 9 lipca 1930 w Warszawie) – polska historyczka sztuki i muzealniczka. Studia na Uniwersytecie Warszawskim (magisterium 1952, doktorat 1966). Od 2 stycznia 1953 do 22 września 1983  pracowała w Muzeum Narodowym (d. Śląskim) we Wrocławiu: dział oświatowy, dział malarstwa (od 1962 kustosz), od 1979 do 1983 wicedyrektor ds. naukowych. Po powrocie do Warszawy pracowała od 1 października 1983 w Zamku Królewskim (kurator działu sztuki). Od 1 grudnia 1986 do 31 października 1990 w Muzeum Narodowym (była wicedyrektorem ds. naukowych). Po przejściu na emeryturę prowadziła wykłady z zakresu muzealnictwa: w latach 1990–1997 w Instytucie Historii Sztuki Uniwersytetu Warszawskiego, w latach 1995–2014 w Podyplomowym Studium Muzealnictwa tegoż Uniwersytetu. W latach 1980–1982 współdziałała w Komitecie Odbudowy Panoramy Racławickiej; w 1980 współzałożyła Regionalny Komitet Porozumiewawczy Związków Twórczych i Naukowych. W latach 1989–1995 uczestniczyła w pracach zespołu Ministerstwa Kultury, przygotowującego ustawę o muzeach. Wnuczka Ottona Steinborna.
Jest członkiem Stowarzyszenia Historyków Sztuki od 1954 (1961-1983 funkcje w zarządzie Oddziału Wrocławskiego, 1969-2003 w zarządzie głównym, m.in. założycielka w 1988 Komisji Muzeów), od 2010 członkiem honorowym. W radach naukowych Muzeów Narodowych: w Poznaniu 2000-2003, we Wrocławiu 1992-2017, w radzie powierniczej Zamku Królewskiego w Warszawie 1998-2016.
Członek Rady Powierniczej Zamku Królewskiego w Warszawie.

## Ważniejsze publikacje
- Wczesnorenesansowy ołtarz Hioba w Muzeum Śląskim. 1962
- Złotoryja-Chojnów-Świerzawa, zabytki sztuki regionu. 1959, 2. wyd. 1971
- Otmuchów-Paczków. 1961, 2. wyd. 1982
- Malarstwo śląskie 1520-1620. 1966
- Malowane epitafia mieszczańskie na Śląsku 1520-1620.  1967
- Katalog [raisonnė] zbiorów malarstwa niderlandzkiego. Muzeum Narodowe we Wrocławiu. 1973, 2. poszerzone wyd. 2006
- Galeria sławnych Tomasza Rhedigera. 1977
- Schlesische Malerei 1520-1620. 1. Teil 1992, 2. Teil 1993
- Zabytek w domu [poradnik]. 1995
- Poland, Painting and graphic Arts. [w:] The Dictionary of Art. 1997
- [streszczenia artykułów polskich w:] Bibliographie zur kunstgeschichtlichen Literatur in Ost-und Südeuropäischen Zeitschriften. 1964-1991.
- Wizerunki w galeriach portretów. [w:] Portret. Funkcja-forma-symbol. 1990
- O życiu i twórczości Michaela Willmanna. 1994
- Malarz Daniel Schultz: gdańszczanin w służbie królów polskich. 2004
- (wspólnie z A. Ziembą) Katalog [raisonnė] zbiorów malarstwa niemieckiego do 1600 roku. Muzeum Narodowe w Warszawie. 2000
- Katalog [raisonnė]  zbiorów malarstwa krajów romańskich. Muzeum Narodowe we Wrocławiu. 1982, 2. poszerzone wyd. 2012
- Przeminęło?, Wrocław 2022 (seria: „Przypadki wrocławskich muzealników”)
- Artykuły z zakresu muzealnictwa w „Muzealnictwie”: 1992,  1993, 1995, 1996, 2000, 2008, 2009, 2012, 2014, 2015

## Odznaczenia
- 7 listopada 1968 – Złota Odznaka Zasłużony dla Dolnego Śląska.
- 1973 – Odznaka Budowniczego Wrocławia.
- 1973 – Srebrny Krzyż Zasługi.
- 1975 – Odznaka Zasłużony Działacz Kultury.
- 1978 – Złota Odznaka za Opiekę nad Zabytkami.
- 1980 – Krzyż Kawalerski Orderu Odrodzenia Polski.
- 2018 - Złoty Medal Gloria Artis